# Raiffeisenbank Thurnauer Land
Die Raiffeisenbank Thurnauer Land eG ist eine Genossenschaftsbank mit Sitz im Ortsteil Hutschdorf in der bayerischen Marktgemeinde Thurnau im Landkreis Kulmbach.

## Geschichte
Die heutige Raiffeisenbank Thurnauer Land eG wurde am 1. Januar 1894 gegründet und entstand im Jahr 1976 durch die Fusion der Raiffeisenbank Brücklein-Hutschdorf eG mit dem Sitz in Brücklein (heute Neudrossenfeld) mit der Raiffeisenkasse Berndorf-Limmersdorf eG mit dem Sitz in Berndorf. Im Jahr 1973 fusionierte zuvor die Raiffeisenkasse Brücklein-Langenstadt eGmbH mit der Raiffeisenkasse Hutschdorf eGmbH mit dem Sitz in Hutschdorf zur Raiffeisenbank Brücklein-Hutschdorf eGmbH.
Im Jahr 1980 fusionierte die Raiffeisenbank Thurnauer Land eG dann letztmals mit der Raiffeisenkasse Alladorf eG mit dem Sitz in Alladorf und der Raiffeisenkasse Sanspareil eG mit dem Sitz in Sanspareil.

### Probleme in der Geschäftstätigkeit
Im Februar 2025 wurde bekannt, dass die Bank deutliche Probleme habe und möglicherweise vor einer Fusion mit einer benachbarten Bank stehe. Die Finanzaufsicht Bafin hat Anfang 2025 zusätzliche Eigenmittelanforderungen für die Raiffeisenbank aus Oberfranken angeordnet. Grund für die Maßnahme waren insbesondere Mängel mit Auswirkungen auf das ordnungsgemäße Betreiben der Geschäfte und die Funktionsfähigkeit des Risikomanagements. Die Raiffeisenbank, die insgesamt nur 16 Mitarbeiter hat, erwähnt im Geschäftsbericht 2023 einen im Vergleich zu anderen bayerischen Genossenschaftsbanken hohen Anteil fauler Kredite. Die notleidenden Darlehen gingen auf einzelne gewerbliche Kreditnehmer sowie mehrere ungeregelte Dauerüberziehungen der Konten zurück. Für 2024 stehe sie vor weiteren Wertberichtigungen auf Kredite und es werde voraussichtlich wesentliche Zuführungen zur Einzelrisikovorsorge geben, heißt es in dem Jahresabschluss 2023, der erst im Februar 2025 im Unternehmensregister veröffentlicht wurde.

## Rechtsverhältnisse
Die Raiffeisenbank Thurnauer Land eG ist im Genossenschaftsregister beim Amtsgericht Bayreuth unter GnR 44 eingetragen.

## Organisationsstruktur
Rechtsgrundlagen sind das Genossenschaftsgesetz und die durch die Generalversammlung beschlossene Satzung. Organe der Bank sind der Vorstand, der Aufsichtsrat und die Generalversammlung.

## Sicherungseinrichtung
Die Raiffeisenbank Thurnauer Land eG ist der amtlich anerkannten Sicherungseinrichtung des Bundesverbandes der Deutschen Volksbanken und Raiffeisenbanken GmbH und der zusätzlichen freiwilligen Sicherungseinrichtung des Bundesverbandes der Deutschen Volksbanken und Raiffeisenbanken e.V. angeschlossen.

## Geschäftsausrichtung
Die Raiffeisenbank Thurnauer Land eG betreibt das Universalbankgeschäft. Im Verbundgeschäft arbeitet sie mit der DZ Bank, R+V Versicherung, Bausparkasse Schwäbisch Hall, Teambank, VR Leasing, DZ Hyp und der Union Investment zusammen.

## Geschäftsgebiet
Das Geschäftsgebiet liegt im Süden des Landkreises Kulmbach.
An diesen Orten betreibt die Bank Filialen:
- Hutschdorf (Hauptstelle, jur. Sitz)
- Großenhül (Geschäftsstelle)
- Alladorf (Geschäftsstelle)
- Limmersdorf (Geschäftsstelle)
- Neuenreuth am Main (Geschäftsstelle)